# Asociación de Fútbol del Guayas
La Asociación de Fútbol del Guayas, de siglas AFG y más conocido por su acrónimo AsoGuayas, es una asociación deportiva de fútbol seccional. Es la asociación de fútbol más antigua creada en el Ecuador. Actualmente está afiliada a la Federación Ecuatoriana de Fútbol. Esta institución es la encargada de representar a los clubes guayasenses afilados, así como de organizar torneos profesionales de segunda categoría provinciales.
Fue fundada el 20 de noviembre de 1950 por dirigentes de varios clubes guayaquileños con el objetivo de organizar el primer torneo profesional de fútbol en el país, denominado Campeonato de Guayaquil, dejando de lado el amateurismo. Tras la creación de un campeonato nacional en 1957, y la posterior creación de la Asociación Ecuatoriana de Fútbol, la AsoGuayas pasó a ser el ente rector y organizador de torneos de segunda categoría a nivel provincial.

## Historia

### Inicios del fútbol en el Guayas
La práctica del deporte era muy limitado en Guayaquil hasta finales del siglo XIX, y particularmente el fútbol era desconocido en el Ecuador. El guayaquileño Juan Alfredo Wright, y su hermano Roberto Wright, quienes residían en Inglaterra y luego formaron parte del club peruano Unión Cricket de Lima, volvieron a Guayaquil a mediados de 1899, con lo cual se incentivó a varios jóvenes aficionados a la práctica del fútbol en el país. El 23 de abril de 1899 se fundó oficialmente el Club Sport Guayaquil, siendo el primer club de fútbol de Ecuador.
Luego de su fundación, para el año siguiente se empezaron registrar los primeros encuentros entre grupos de aficionados. En años posteriores empezaron a formarse otros clubes en la ciudad, como el Club Sport Ecuador y la Asociación de Empleados de Guayaquil en 1902; y, el Libertador Bolívar, el Club Unión y el Club Gimnástico en 1903. Los campeonatos amateurs no oficiales iban en aumento, y para el año 1908 entre los más relevantes que se jugaron estaban la "Copa Chile" y la "Copa Municipal".

### Amateurismo
Luego de varios años en las que los equipos de fútbol jugaban campeonatos organizados por diversas instituciones, en 1922 la Federación Deportiva del Guayas crea el primer torneo oficial de fútbol de manera amateur. En la primera edición de torneo jugaron 14 equipos y el campeón fue el Racing Club. 
Este torneo se disputó ininterrumpidamente por 28 años, siendo el General Córdova el club con mayor cantidad de títulos ganados (cuatro ediciones). La última edición de este torneo amateur se disputó en 1950 siendo el último campeón el Barcelona Sporting Club.
Finalmente, varios clubes tuvieron diferencias con la Federación Deportiva del Guayas y el malestar conllevó a la finalización de la era del amateurismo en el fútbol.

### Asociación de Fútbol
El 20 de noviembre de 1950, en una reunión de dirigentes deportivos de los clubes Emelec, Norte América, Barcelona, 9 de Octubre, Everest y Reed Club se acordó la creación de una entidad llamada a controlar, fomentar, dirigir y ejecutar el fútbol no amateur, fundando así la «Asociación de Fútbol». En dicha reunión se nombró como primer presidente al señor Emilio Estrada Icaza, como vicepresidente al señor Jhon Mark Reed, y como secretario al señor Benigno Sotomayor.

## Clubes afiliados
| Equipos de Primera División | Equipos de Primera División       | Equipos de Primera División | Equipos de Primera División  | Equipos de Primera División | Equipos de Primera División | Equipos de Primera División | Equipos de Primera División | Equipos de Primera División | Equipos de Primera División | Equipos de Primera División |
| Serie A de Ecuador          | Serie A de Ecuador                | Serie A de Ecuador          | Serie A de Ecuador           | Serie A de Ecuador          | Serie A de Ecuador          | Serie A de Ecuador          | Serie A de Ecuador          | Serie A de Ecuador          | Serie A de Ecuador          | Serie A de Ecuador          |
| N.º                         | Equipo                            | Ciudad sede                 | Estadio                      | Títulos internacionales     | Títulos nacionales          |                             |                             |                             |                             |                             |
| --------------------------- | --------------------------------- | --------------------------- | ---------------------------- | --------------------------- | --------------------------- | --------------------------- | --------------------------- | --------------------------- | --------------------------- | --------------------------- |
| 1                           | Barcelona Sporting Club (1925)    | Guayaquil                   | Monumental Banco Pichincha   | 0                           | 16                          |                             |                             |                             |                             |                             |
| 2                           | Club Sport Emelec (1929)          | Guayaquil                   | Banco del Pacífico-Capwell   | 0                           | 14                          |                             |                             |                             |                             |                             |
| Serie B de Ecuador          |                                   |                             |                              |                             |                             |                             |                             |                             |                             |                             |
| 1                           | 9 de Octubre Fútbol Club (1926)   | Guayaquil                   | Alejandro Ponce Noboa        | 0                           | 0                           |                             |                             |                             |                             |                             |
| 2                           | Guayaquil City Fútbol Club (2017) | Guayaquil                   | Christian Benítez Betancourt | 0                           | 0                           |                             |                             |                             |                             |                             |

| 1  | Club Sport Patria (1908)                       | Samborondón | Estadio Arenas de Samborondón  |
| 2  | Panamá Sporting Club (1923)                    | Guayaquil   | Estadio Alejandro Ponce Noboa  |
| 3  | L.D.E. (1928)                                  | Balzar      | Estadio Julio Cabrera Palacios |
| 4  | Club Deportivo Everest (1931)                  | Guayaquil   | Estadio Alejandro Ponce Noboa  |
| 5  | Club Sport Estudiantes del Guayas (1947)       | Guayaquil   | Estadio Alejandro Ponce Noboa  |
| 6  | Búhos ULVR Fútbol Club (1970)                  | Guayaquil   | Estadio Alejandro Ponce Noboa  |
| 7  | Asociación Deportiva Naval (1970)              | Guayaquil   | Estadio Alejandro Ponce Noboa  |
| 8  | Club Deportivo Filanbanco (1979)               | Guayaquil   | Estadio Alejandro Ponce Noboa  |
| 9  | Calvi Fútbol Club (1986)                       | Guayaquil   | Estadio Alejandro Ponce Noboa  |
| 10 | Club Sport Atlético Daule (1989)               | Daule       | Estadio Los Daulis             |
| 11 | Club Social y Deportivo Paladín "S" (1991)     | Guayaquil   | Estadio Alejandro Ponce Noboa  |
| 12 | Rocafuerte Fútbol Club (1994)                  | Guayaquil   | Estadio Alejandro Ponce Noboa  |
| 13 | Club Deportivo Banife (1996)                   | Durán       | Estadio Pablo Sandiford        |
| 14 | Club Deportivo ESPOL (2003)                    | Guayaquil   | Estadio Alejandro Ponce Noboa  |
| 15 | Real Fortaleza Fútbol Club (2009)              | Guayaquil   | Estadio Alejandro Ponce Noboa  |
| 16 | Guayaquil Fútbol Club (2010)                   | Guayaquil   | Estadio Alejandro Ponce Noboa  |
| 17 | Toreros Fútbol Club (2016)                     | Guayaquil   | Estadio Alejandro Ponce Noboa  |
| 18 | La Familia Fútbol Club (2017)                  | Guayaquil   | Estadio Alejandro Ponce Noboa  |
| 19 | Club Atlético Samborondón (2018)               | Guayaquil   | Estadio Alejandro Ponce Noboa  |
| 20 | Legión Amarilla Fútbol Club Fútbol Club (2019) | Guayaquil   | Estadio Alejandro Ponce Noboa  |
| 21 | Club Atlético Giancarlo Ramos (2021)           | Guayaquil   | Estadio Alejandro Ponce Noboa  |

### Miembros activos actuales

#### Clubes de fútbol masculinos
- Última actualización: 18 de julio de 2025.

| Club                                   | Fundación | Ciudad sede | División actual              | Estatutos |
| -------------------------------------- | --------- | ----------- | ---------------------------- | --------- |
| Club Sport Patria                      | 1908      | Samborondón | Segunda Categoría del Guayas | Sí        |
| Panamá Sporting Club                   | 1923      | Guayaquil   | Segunda Categoría del Guayas | Sí        |
| Barcelona Sporting Club                | 1925      | Guayaquil   | LigaPro Serie A              | Sí        |
| 9 de Octubre Fútbol Club               | 1926      | La Troncal  | LigaPro Serie B              | Sí        |
| Club Sport Emelec                      | 1929      | Guayaquil   | LigaPro Serie A              | Sí        |
| Club Deportivo Everest                 | 1931      | Guayaquil   | Segunda Categoría del Guayas | Sí        |
| Club Sport Estudiantes del Guayas      | 1947      | Guayaquil   | Segunda Categoría del Guayas | Sí        |
| Búhos ULVR Fútbol Club                 | 1970      | Guayaquil   | Segunda Categoría del Guayas | Sí        |
| ADN Fútbol Club                        | 1970      | Guayaquil   | Segunda Categoría del Guayas | Sí        |
| Calvi Fútbol Club                      | 1986      | Guayaquil   | Segunda Categoría del Guayas | Sí        |
| Club Sport Atlético Daule              | 1989      | Daule       | Segunda Categoría del Guayas | Sí        |
| Club Deportivo Paladín                 | 1991      | Guayaquil   | Segunda Categoría del Guayas | Sí        |
| Gloria Saltos Fútbol Club              | 2003      | Guayaquil   | Segunda Categoría del Guayas | Sí        |
| Guayaquil City Fútbol Club             | 2007      | Guayaquil   | LigaPro Serie B              | Sí        |
| Naranja Mekánica Fútbol Club           | 2008      | Guayaquil   | Segunda Categoría del Guayas | Sí        |
| Real Fortaleza Futbol Club             | 2009      | Guayaquil   | Segunda Categoría del Guayas | Sí        |
| Guayaquil Fútbol Club                  | 2010      | Guayaquil   | Segunda Categoría del Guayas | Sí        |
| Club Deportivo Ciudadelas del Norte    | 2013      | Guayaquil   | Segunda Categoría del Guayas | Sí        |
| León de Judá Club de Fútbol            | 2014      | Guayaquil   | Segunda Categoría del Guayas | Sí        |
| Club Atlético Giancarlo Ramos          | 2015      | Guayaquil   | Segunda Categoría del Guayas | Sí        |
| Guayas Fútbol Club                     | 2015      | Guayaquil   | Segunda Categoría del Guayas | Sí        |
| Club Deportivo Internacional Guayaquil | 2016      | Guayaquil   | Segunda Categoría del Guayas | Sí        |
| Club Atlético Samborondón              | 2017      | Guayaquil   | Segunda Categoría del Guayas | Sí        |
| La Familia Fútbol Club                 | 2017      | Guayaquil   | Segunda Categoría del Guayas | Sí        |
| Balzar City Fútbol Club                | 2019      | Balzar      | Segunda Categoría del Guayas | Sí        |
| Legión Amarilla Fútbol Club            | 2019      | Guayaquil   | Segunda Categoría del Guayas | Sí        |
| Club Atlético de Naranjal              | 2021      | Naranjal    | Segunda Categoría del Guayas | Sí        |
| Ferrocarril Fútbol Club                | 2021      | Durán       | Segunda Categoría del Guayas | Sí        |
| Astillero Fútbol Club                  | 2022      | Guayaquil   | Segunda Categoría del Guayas | Sí        |
| Club Deportivo Sudamericanos           | 2022      | Guayaquil   | Torneos formativos           | Sí        |
| Milagro Fútbol Club                    | 2022      | Milagro     | Segunda Categoría del Guayas | Sí        |
| CBM International Soccer Club          | 2022      | Durán       | Segunda Categoría del Guayas | Sí        |
| Club Atlético Wahlex                   | 2022      | Daule       | Segunda Categoría del Guayas | Sí        |
| Junior's Fútbol Club                   | 2022      | Guayaquil   | Segunda Categoría del Guayas | Sí        |
| Club Atlético JBG                      | 2024      | Guayaquil   | Segunda Categoría del Guayas | Sí        |
| Club Independiente Plus                | 2024      | Guayaquil   | Torneos formativos           | Sí        |
| Guerreros de Fe Fútbol Club            | 2025      | Guayaquil   | Segunda Categoría del Guayas | Sí        |

#### Clubes de fútbol femeninos
- Última actualización: 17 de diciembre de 2024.

| Club                      | Fundación | Ciudad sede | División actual      | Formativas |
| ------------------------- | --------- | ----------- | -------------------- | ---------- |
| Barcelona Sporting Club   | 1925      | Guayaquil   | Superliga Femenina   | Sí         |
| Club Sport Emelec         | 1929      | Guayaquil   | Superliga Femenina   | -          |
| Búhos ULVR Fútbol Club    | 1970      | Guayaquil   | Torneo AFG           | Sí         |
| Club Sport Atlético Daule | 1989      | Daule       | LFA Femenino Serie A | Sí         |
| Guayaquil Fútbol Club     | 2010      | Guayaquil   | Torneo AFG           | -          |
| Club Atlético JBG         | 2024      | Guayaquil   | Torneo AFG           | Sí         |

### Clubes de fútbol inactivos
| Club                           | Fundación | Ciudad sede | Status actual                                                     |
| ------------------------------ | --------- | ----------- | ----------------------------------------------------------------- |
| Liga Deportiva Estudiantil     | 1905      | Guayaquil   | Activo en otras disciplinas deportivas a nivel formativo.         |
| Club Sport Patria (F)          | 1908      | Samborondón | División femenina inactiva desde 2024.                            |
| Club Sport Oriente             | 1915      | Guayaquil   | Activo en beisbol, en conjunto con Barcelona SC.                  |
| Athletic Club Guayaquil        | 1922      | Guayaquil   | Activo en baloncesto, pero sin afiliación en una asociación.      |
| 9 de Octubre Fútbol Club (F)   | 1926      | Guayaquil   | División femenina inactiva desde 2024.                            |
| Club Deportivo Luq-San         | 1932      | Guayaquil   | Posible regreso a la actividad del fútbol en 2025.                |
| Círculo Deportivo Ferroviarios | 1932      | Durán       | Activo en otras disciplinas deportivas.                           |
| Club Deportivo Filanbanco (F)  | 1979      | Guayaquil   | División femenina inactiva desde 2023.                            |
| Rocafuerte Fútbol Club         | 1994      | Guayaquil   | Suspendido por no actualizar sus estatutos como club profesional. |
| Guayaquil City Fútbol Club (F) | 2007      | Guayaquil   | División femenina inactiva desde 2024.                            |
| Real Fortaleza Fútbol Club (F) | 2009      | Guayaquil   | División femenina inactiva desde 2023.                            |
| Club Atlético Milagro          | 2012      | Milagro     | Suspendido por no actualizar sus estatutos como club profesional. |
| La Familia Fútbol Club (F)     | 2017      | Guayaquil   | División femenina inactiva desde 2024.                            |

### Clubes guayasenses no pertenecientes a la asociación

#### Clubes de fútbol masculinos
- Última actualización: 27 de septiembre de 2024.

| Club                            | Fundación | Ciudad sede | Asociación afiliada | División actual                  |
| ------------------------------- | --------- | ----------- | ------------------- | -------------------------------- |
| Selección de fútbol de la UG    | 1867      | Guayaquil   | FEF - FEDUP         | Torneo Interuniversitario        |
| Club Deportivo Unión Española   | 1940      | Guayaquil   | FEF - CONFA         | Liga de Fútbol Amateur           |
| Selección de fútbol de la ESPOL | 1958      | Guayaquil   | FEF - FEDUP         | Torneo Interuniversitario        |
| Selección de fútbol de la UCSG  | 1962      | Guayaquil   | FEF - FEDUP         | Torneo Interuniversitario        |
| Club Deportivo Pereira          | 1965      | Daule       | FEF - CONFA         | Liga de Fútbol Amateur           |
| Ferrocarril Oeste Fútbol Club   | 1986      | Guayaquil   | Santa Elena         | Segunda Categoría de Santa Elena |
| Corinthian's Fútbol Club        | 1986      | El Empalme  | Los Ríos            | Segunda Categoría de Los Ríos    |
| Selección de fútbol de la UTEG  | 1995      | Guayaquil   | FEF - FEDUP         | Torneo Interuniversitario        |
| Selección de fútbol de la UNEMI | 2001      | Milagro     | FEF - FEDUP         | Torneo Interuniversitario        |
| Club Atlético Porteño           | 2007      | Guayaquil   | Santa Elena         | Segunda Categoría de Santa Elena |
| Jordan Fútbol Club              | 2012      | Guayaquil   | FEF - CONFA         | Liga de Fútbol Amateur           |
| Dreamers Fútbol Club            | 2015      | Guayaquil   | Santa Elena         | Segunda Categoría de Santa Elena |
| Milton Quimí Sporting Club      | 2015      | Guayaquil   | FEF - CONFA         | Liga de Fútbol Amateur           |
| Società Sportiva Bocca          | 2016      | Guayaquil   | FEF - CONFA         | Liga de Fútbol Amateur           |
| Triunfo City Fútbol Club        | 2017      | El Triunfo  | Cañar               | Segunda Categoría del Cañar      |
| Atlético Durán Fútbol Club      | 2018      | Durán       | FEF - CONFA         | Ascenso LFA                      |
| Bastión Sporting Club           | 2019      | Guayaquil   | FEF - CONFA         | Ascenso LFA                      |
| Club Deportivo Unión City Sport | 2020      | Naranjito   | FEF - CONFA         | Ascenso LFA                      |
| Castillo Formativo Club         | 2022      | Guayaquil   | FEF - CONFA         | Ascenso LFA                      |
| Africando Fútbol Club           | 2023      | Guayaquil   | Santa Elena         | Segunda Categoría de Santa Elena |

#### Clubes de fútbol femeninos
- Última actualización: 16 de septiembre de 2024.

| Club                                     | Fundación | Ciudad sede   | Asociación afiliada | División actual           |
| ---------------------------------------- | --------- | ------------- | ------------------- | ------------------------- |
| Selección femenina de fútbol de la UG    | 1867      | Guayaquil     | FEF - FEDUP         | -                         |
| Club Deportivo Unión Española            | 1940      | Guayaquil     | FEF - CONFA         | Ascenso LFA Femenino      |
| Selección femenina de fútbol de la ESPOL | 1958      | Guayaquil     | FEF - FEDUP         | -                         |
| Selección femenina de fútbol de la UCSG  | 1962      | Guayaquil     | FEF - FEDUP         | -                         |
| Club Deportivo Pereira                   | 1965      | Daule         | FEF - CONFA         | LFA Femenino              |
| Corinthian's Fútbol Club                 | 1986      | El Empalme    | FEF - CONFA         | Ascenso Nacional Femenino |
| Club Deportivo Patria Nueva              | 1997      | Guayaquil     | FEF - CONFA         | Ascenso LFA Femenino      |
| Alianza Fútbol Club                      |           | Guayaquil     | FEF - CONFA         | LFA Femenino              |
| Club Deportivo Freire Sport              | 2014      | Simón Bolivar | FEF - CONFA         | Ascenso LFA Femenino      |
| Atlético Durán Fútbol Club               | 2018      | Durán         | FEF - CONFA         | Ascenso LFA Femenino      |
| Bastión Sporting Club                    | 2019      | Guayaquil     | FEF - CONFA         | LFA Femenino              |
| Club Deportivo Unión City Sport          | 2020      | Naranjito     | FEF - CONFA         | Ascenso LFA Femenino      |

### Antiguos miembros
| Club                         | Fundación | Afiliado hasta | Ciudad sede | Asociación afiliada | División actual                  |
| ---------------------------- | --------- | -------------- | ----------- | ------------------- | -------------------------------- |
| Club Sport Norte América     | 1916      | 2018           | Latacunga   | Cotopaxi            | Segunda Categoría de Cotopaxi    |
| Liceo Cristiano de Guayaquil | 1987      | 2011           | Guayaquil   | FDPEG               |                                  |
| Club Carlos Borbor Reyes     | 1991      | 2007           | Salinas     | Santa Elena         | Segunda Categoría de Santa Elena |
| Salesianos Club              | 2000      | 2005           | Guayaquil   | FDPEG               |                                  |
| Club Atlético Guayaquil      | 2005      | 2006           | Guayaquil   | Torneos Amateur     |                                  |

### Clubes desaparecidos
| Clubes desaparecidos antes de su creación    | Clubes desaparecidos antes de su creación | Clubes desaparecidos antes de su creación | Clubes desaparecidos antes de su creación                                        |
| Club                                         | Fundación                                 | Ciudad sede                               | Notas                                                                            |
| -------------------------------------------- | ----------------------------------------- | ----------------------------------------- | -------------------------------------------------------------------------------- |
| Club Sport Guayaquil                         | 1899                                      | Guayaquil                                 | Considerado como el primer club ecuatoriano en practicar fútbol.                 |
| Club Gimnástico                              | 1900                                      | Guayaquil                                 | Disputó el primer partido del fútbol en la historia del Ecuador.                 |
| Club Sport Ecuador                           | 1902                                      | Guayaquil                                 |                                                                                  |
| Club Sport 24 de Mayo                        | 1905                                      | Guayaquil                                 | Se fusionaron para formar el Club Sport Unión en 1907.                           |
| Club Sport Abdón Calderón                    | 1905                                      | Guayaquil                                 | Se fusionaron para formar el Club Sport Unión en 1907.                           |
| Club Sport Santiago                          | 1905                                      | Guayaquil                                 |                                                                                  |
| Club Sport Libertador Bolivar                | 1907                                      | Guayaquil                                 |                                                                                  |
| Club Sport Unión                             | 1907                                      | Guayaquil                                 |                                                                                  |
| Club Sport Sucre                             | 1908                                      | Guayaquil                                 |                                                                                  |
| Club Sport Vicente Rocafuerte                | 1908                                      | Guayaquil                                 | Se fusionó con LDU para formar la Liga Deportiva Estudiantil en 1928.            |
| Chile Foot-Ball Club                         | 1911                                      | Guayaquil                                 |                                                                                  |
| Club Sport Nacional                          | 1915                                      | Guayaquil                                 |                                                                                  |
| Club Sport General Córdova                   | 1916                                      | Guayaquil                                 | Primer club ecuatoriano en contar con entrenador extranjero.                     |
| Racing Club                                  | 1916                                      | Guayaquil                                 |                                                                                  |
| Club Sport Salesiano Cristóbal Colón         | 1918                                      | Guayaquil                                 |                                                                                  |
| Club Sport Centenario                        | 1920                                      | Guayaquil                                 |                                                                                  |
| Club Sporting Diablo Rojo                    | 1921                                      | Guayaquil                                 | Fue fundado bajo el nombre de Club Sporting Packard.                             |
| Guayaquil Sporting Club                      | 1922                                      | Guayaquil                                 | No guardan relación con C. S. Guayaquil, ni con Búhos ULVR Fútbol Club.          |
| Club Sport Daring                            | 1923                                      | Guayaquil                                 | No guarda relación con el Club Deportivo Daring, del cantón Salinas.             |
| Círculo Deportivo Italia                     | 1927                                      | Guayaquil                                 | Pasó a llamarse Club Deportivo Estrella a mediados de la Segunda Guerra Mundial. |
| Clubes desaparecidos después de su creación  |                                           |                                           |                                                                                  |
| Centro Deportivo de la Asoc. de Empleados    | 1905                                      | Guayaquil                                 |                                                                                  |
| Unión Deportiva Valdez                       | 1915                                      | Milagro                                   | 1997                                                                             |
| Milagro Sporting Club                        | 1926                                      | Milagro                                   |                                                                                  |
| Unión Deportiva Huancavilca                  | 1927                                      | Guayaquil                                 |                                                                                  |
| Círculo Deportivo Español                    | 1929                                      | Guayaquil                                 | Su franquicia fue comprada por el recién fundado Búhos ULVR Fútbol Club.         |
| Reed Club                                    | 1937                                      | Guayaquil                                 | 1960                                                                             |
| Club Sport Río Guayas                        | 1951                                      | Guayaquil                                 | 1952                                                                             |
| Liga Deportiva Universitaria de Guayaquil    | 1961                                      | Guayaquil                                 | Antiguo equipo filial de Liga Deportiva Estudiantil.                             |
| Boca Junior Sporting Club                    |                                           | Guayaquil                                 | Su franquicia fue comprada por el recién fundado Calvi Fútbol Club.              |
| Club Atlético Audax Argentino                |                                           | Guayaquil                                 |                                                                                  |
| Industrial Molinera Sporting Club            |                                           | Guayaquil                                 |                                                                                  |
| Valdez Sporting Club                         | 1991                                      | Milagro                                   | Su franquicia fue comprada por el recién fundado Guayas Fútbol Club.             |
| Club Social y Deportivo Don Café             | 1996                                      | Guayaquil                                 |                                                                                  |
| Club Deportivo Sur y Norte                   | 2000                                      | Guayaquil                                 | Su franquicia fue comprada por el refundado Club Deportivo Filanbanco.           |
| Club Social, Cultural y Deportivo FedeGuayas | 2003                                      | Guayaquil                                 |                                                                                  |
| Club Atlético Playas                         | 2002                                      | Playas                                    | 2021                                                                             |
| Montenegro Fútbol Club                       | 2002                                      | Samborondón                               | 2011                                                                             |
| Toreros Fútbol Club                          | 2006                                      | Guayaquil                                 |                                                                                  |

## Torneos
- Última actualización: 8 de junio de 2025.

| Torneo                          | Última edición        | Campeón vigente       |
| Torneos profesionales           | Torneos profesionales | Torneos profesionales |
| ------------------------------- | --------------------- | --------------------- |
| Segunda Categoría del Guayas    | 2024                  | Patria                |
| Torneo Femenino de la AsoGuayas | 2024                  | Búhos ULVR            |
| Torneos formativos              |                       |                       |
| Torneo Sub-18                   | 2024                  | Naranja Mekánica      |
| Torneo Sub-17                   | 2025                  | Búhos ULVR            |
| Torneo Sub-16                   | 2024                  | Atlético Daule        |
| Torneo Sub-14                   | 2024                  | Emelec                |
| Torneo Sub-12                   | 2024                  | Barcelona             |

## Presidentes
Esta es la lista de las personas que ocuparon el cargo de Presidente de la Asociación de Futbol del Guayas. 
| Periodo   | Nombre                             |
| --------- | ---------------------------------- |
| 1950-1951 | Emilio Estrada Icaza               |
| 1951-1952 | John Mark Reed                     |
| 1952-1953 | Federico Muñoz Medina              |
| 1953-1954 | Carlos Zavala Gangotena            |
| 1954-1955 | Enrique Baquerizo Valenzuela       |
| 1955-1958 | Galo Núñez Del Arco                |
| 1959      | Federico Heinert Rivas             |
| 1959-1960 | Luis Arcentales Rivas              |
| 1960-1961 | Gastón Fernández Borrero           |
| 1961      | Nicolás Febres Cordero Rivadeneira |
| 1962      | Roberto Calderón Usubillaga        |
| 1963-1964 | Cesáreo Carrera Del Río            |
| 1964-1965 | Juan Phillips Orellana             |
| 1965-1966 | Mauro Intriago Dunn                |
| 1966-1968 | German Lynch Requena               |
| 1968-1969 | Juan Phillips Orellana             |
| 1969-1972 | Rodrigo Icaza Candel               |
| 1972-1973 | Alejandro Ponce Noboa              |
| 1973-1975 | Alejandro Andretta Arízaga         |
| 1975-1978 | Jorge Arosemena Gallardo           |
| 1978-1980 | Carlos Coello Martínez             |
| 1980-1985 | Elías Wated Dahik                  |
| 1985-1990 | Pedro Isaías Bucaram               |
| 1990-1994 | Roberto Ponce Noboa                |
| 1994-1995 | Xavier Paulson Mateus              |
| 1995-1998 | Cristóforo Roditti Viteri          |
| 1998-2002 | Aldo Vanoni Darquea                |
| 2002-2010 | Carlos Manzur Sandoval             |
| 2010-2013 | José Javier Guarderas              |
| 2013-2023 | Selim Doumet Herzog                |
| 2023-     | Jorge Flor Elinán                  |